# Paul Graupe

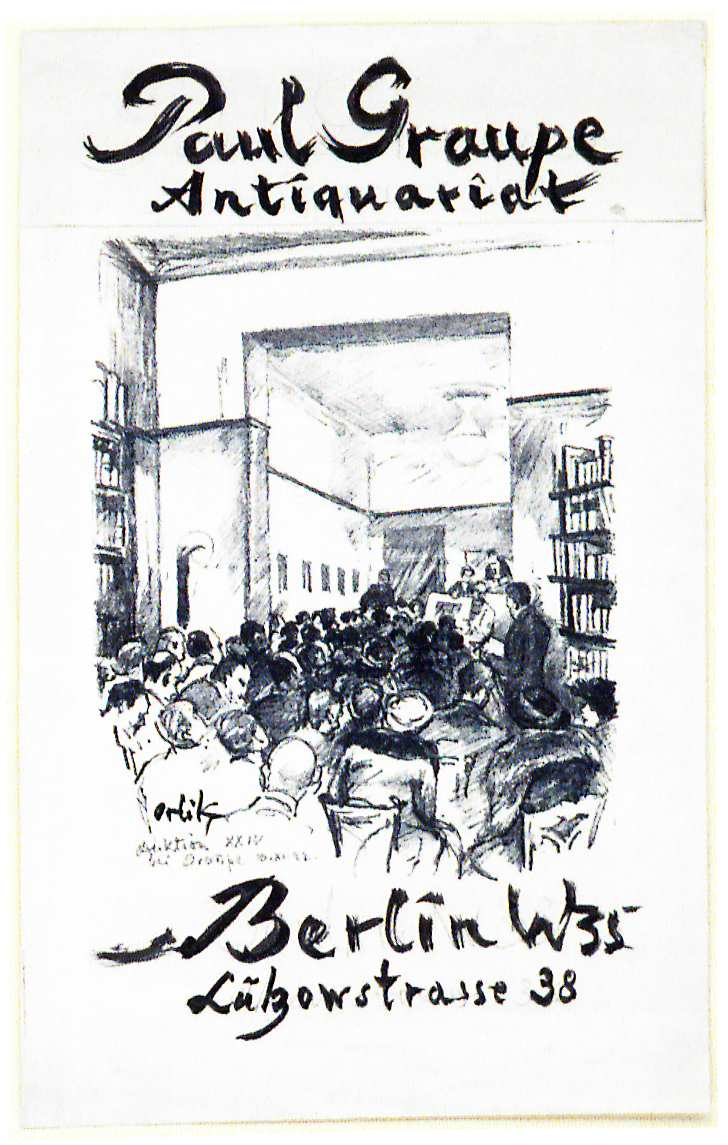
Emil Orlik: Plakat zur 24. Auktion bei Graupe 1922

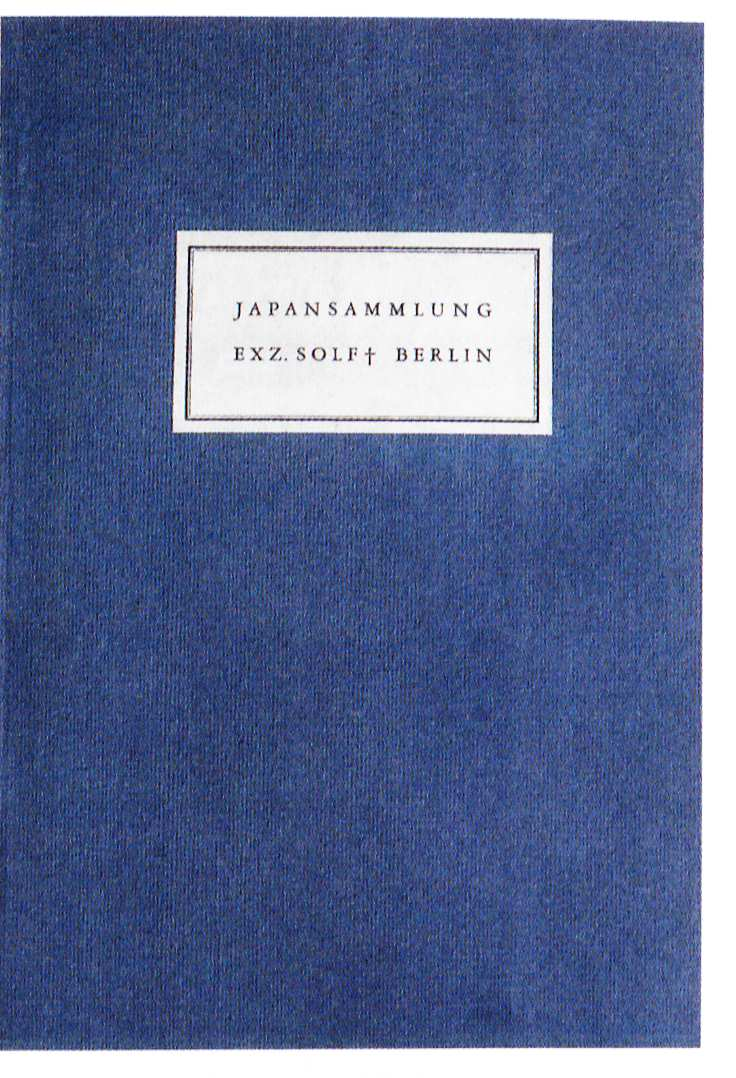
Firmenblau
Auktionskatalog zu Wilhelm Solfs Japansammlung (1936)

Paul Graupe (geboren 29. Mai 1881 in Neutrebbin; gestorben 9. Februar 1953 in Baden-Baden) war ein deutscher Antiquariatsbuchhändler und Kunsthändler.

## Leben
Paul Graupe war jüdischer Herkunft, was ihm aber nicht wichtig erschien. Er besuchte das Gymnasium und machte eine Buchhändlerlehre in Posen in der Firma Joseph Jolowicz. Er war dann bei Gustav Fock in Leipzig, Jacques Rosenthal in München, Martin Breslauer in Berlin, Lipsius & Tischer in Kiel und Friedrich Cohen in Bonn tätig.
Bereits im Jahr 1902 gründete Graupe unter seinem Namen in Berlin ein Antiquariat. Graupe war als untauglich von der Wehrpflicht befreit und wurde während des Ersten Weltkriegs auch nicht eingezogen. 1911 zieht er mit dem Antiquariat in die wichtige Adresse Lützowstraße 38. 1916 veranstaltete er seine erste Buchauktion in Berlin, 1917 versteigerte er die Bibliothek des verstorbenen Verlegers und Mitgründers des Insel-Verlags Alfred Walter Heymel mit Widmungsexemplaren von Rainer Maria Rilke. 1918 verkaufte er bereits erste Gemälde von Wilhelm Uhde, Carl Spitzweg und Constantin Meunier.
Nach dem Krieg war er an der Organisation des Ersatzes der Bestände der im Ersten Weltkrieg zerstörten Universitätsbibliothek Löwen neben Joseph Baer & Co., Jacques Rosenthal, Ludwig Rosenthal, Karl Wilhelm Hiersemann und  Martin Breslauer beteiligt. Buchkunst und Grafik waren bis 1927 der Schwerpunkt seines Geschäfts, sein Erfolg beruhte auch auf seinen sorgfältig edierten Bestands- und Auktionskatalogen, die er mit hochwertigen Fotos ausstattete und die ab 1930 in der Firmenfarbe blau erschienen. Er erweiterte sein Geschäft auf die Bildende Kunst und führte mit der Kunsthandlung Hermann Ball trotz Weltwirtschaftskrise  zwischen 1930 und 1932 siebzehn große Kunstauktionen durch. Im Katalog einer Versteigerung am 27. Juli 1931 ist zu lesen „Diese Versteigerung von Werken lebender deutscher Künstler der jüngeren Generation soll die Verbindung zwischen Künstler und kunstliebendem Publikum vertiefen und gleichzeitig der wirtschaftlichen Not der Künstler steuern. Deshalb fließt der Reinertrag den Künstlern zu.“ Paul Graupe zog mit seinem Auktionshaus im Rahmen seiner zunehmenden Professionalisierung im hochpreisigen Auktionsgewerbe 1927 vom Lützowviertel erst in die Tiergartenstraße 4, dann 1932 in die Bellevuestraße 7 um.
Nach der Machtübergabe an die Nationalsozialisten 1933 mussten viele jüdische Kunsthändler aus Deutschland fliehen, darunter Alfred Flechtheim und Walter Feilchenfeldt, während Graupe aufgrund einer Sondergenehmigung der Reichskulturkammer
noch bis 1937 seinen Beruf ausüben durfte. Da er einen internationalen Kundenkreis hatte, galt er Joseph Goebbels als Devisenbringer.
Graupe war nun an der Auflösung zahlreicher Kunstsammlungen beteiligt, zu denen die von Nationalsozialisten verfolgten Juden mit Einkommenssteuernachforderungen und der Reichsfluchtsteuer genötigt wurden. Andererseits erhofften sich die zur Emigration Gezwungenen von Graupe eine faire Behandlung. So wurde im Januar 1934 Max Alsbergs Kunstsammlung von Graupe versteigert., Alsberg war 1933 in die Schweiz geflohen und hatte dort Suizid verübt. 1935 wurde die umfangreiche Bildersammlung und die Bibliothek von Max Silberberg bei Graupe aufgelöst.

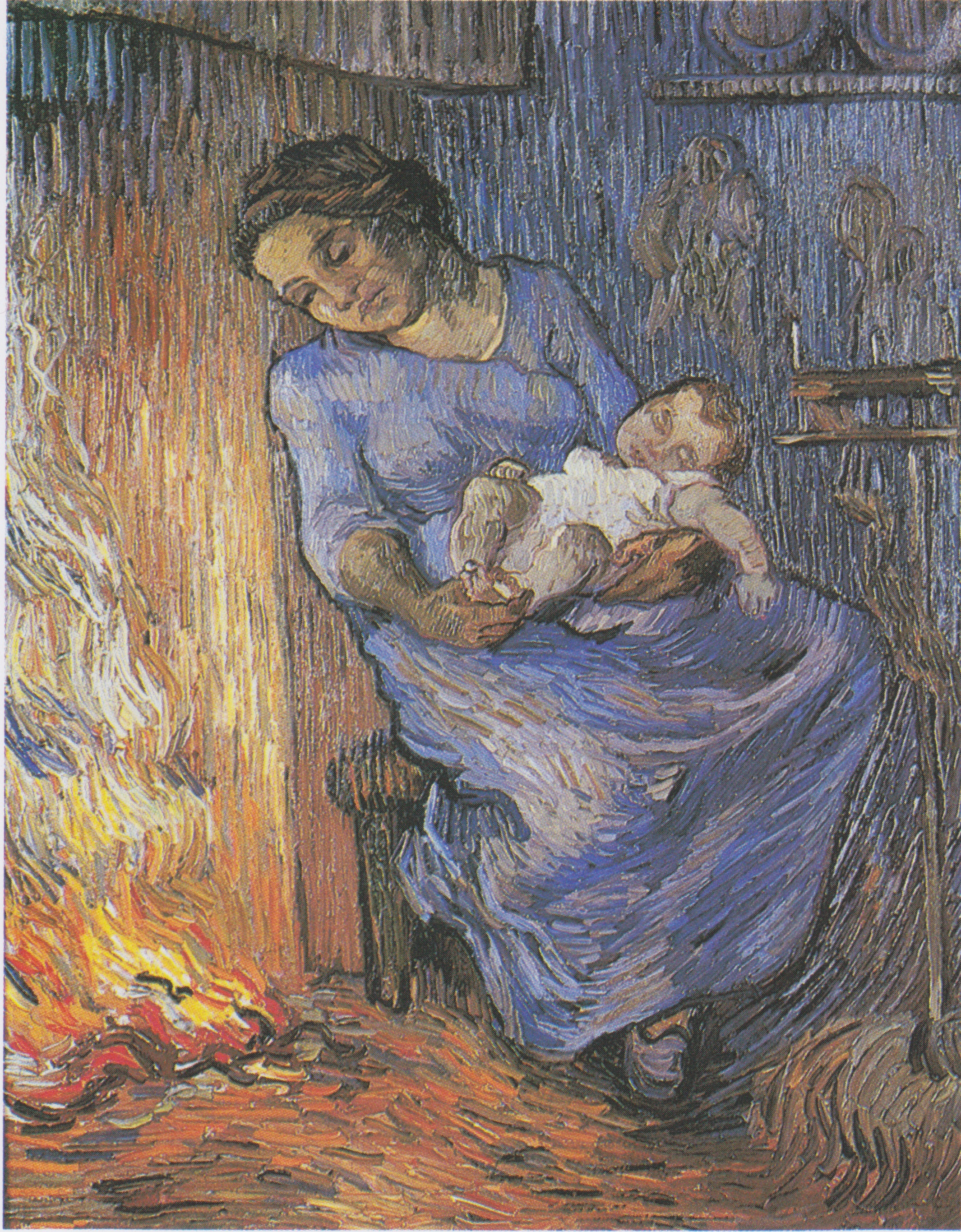
Van Gogh: Der Mann ist auf See

Bis 1937 hatte Graupe rund 160 Auktionen mit Werken von Rubens, Rembrandt oder Tiepolo, Corot, Menzel und Liebermann veranstaltet, als er nun selbst in die Schweiz fliehen musste, das Geschäft in Berlin wurde zugunsten von Hans Wolfgang Lange (1904–1945) arisiert und bis 1944 weitergeführt. Graupe gründete in Paris die Firma „Paul Graupe & Cie“, hatte aber in Frankreich keine Erlaubnis, als Auktionator tätig zu werden. Bei Kriegsbeginn 1939 entging er der Internierung in Frankreich, da er sich in der Schweiz aufhielt. Das Warenlager der Firma in Paris wurde nach der deutschen Eroberung Frankreichs 1940 vom Einsatzstab Reichsleiter Rosenberg geraubt. Graupe gelang 1941 mit seiner Frau die Flucht in die USA, wo er große Mühen hatte, geschäftlich tätig zu werden. Einzig das Gemälde Der Mann ist auf See von Vincent van Gogh konnte aus dem besetzten Frankreich geschmuggelt werden, und Graupe verkaufte es an Errol Flynn.
Nach Kriegsende kehrte er 1945 nach Paris zurück und nahm dort das Geschäft wieder auf. Er bemühte sich um die Restitution der geraubten Lagerbestände, wobei sich später nicht mehr rekonstruieren ließ, welche Bilder Graupe besaß und welche seine Firma in Kommission genommen hatte. Graupe erkrankte 1950 schwer und starb 1953. Sein Sohn Tommy Grange war ebenfalls Kunsthändler und führte bis in die 1960er Jahre die Recherchen, Restitutions- und Entschädigungsverhandlungen für die Familie weiter.

## Auktionskataloge (Auswahl)
- Bibliothek Paul Schlenther. Versteigerung am Sonnabend, den 5. Mai 1917. Einführung: Otto Pniower. Graupe, Berlin 1917.
- Otto von Falke: Sammlung Marc Rosenberg: Versteigerung 4. November 1929. Hermann Ball/Paul Graupe, Berlin 1929.
- Gemälde und Zeichnungen des 19. Jahrhunderts aus einer bekannten schlesischen Privatsammlung und aus verschiedenem Privatbesitz. Katalog zur Auktion am 23. März 1935, Auktionshaus Paul Graupe, Berlin 1935.